# Entropy (1999)
Entropy ist eine US-amerikanische Drama-Komödie des Regisseurs Phil Joanou aus dem Jahr 1999 mit Stephen Dorff und Judith Godrèche in den Hauptrollen.

## Handlung
Jake Walsh erhält die Chance seines Lebens. Nachdem er bislang vor allem Musikclips für „U2“ gedreht hat, bekommt er jetzt die Möglichkeit, seinen ersten richtigen großen Spielfilm zu machen. Jake kann sein Glück kaum fassen und kostet sein neues Leben im Film-Business voll aus – mit jeder Menge Alkohol, Partys und Frauen. Das Leben in Hollywood ist härter, als Jake gedacht hat. Denn zunehmend reden ihm die Studio-Bosse in seinen Film rein und Jake wird schmerzhaft bewusst, dass sie die eigentlichen Chefs am Film-Set sind. Als er dann noch sein Herz an das französische Model Stella verliert, gerät er völlig aus der Bahn. Denn Stella hat andere Pläne im Leben und stellt Jake vor die Entscheidung.

## Kritik
Das Lexikon des internationalen Films schrieb, der Film sei eine „ambitionierte Parodie auf das Filmemachen im großen Stil, die zwar mit einigen spaßigen Gags und Selbstreflexionen aufwartet, jedoch zu keiner einheitlichen Linie findet“. Es wurde kritisiert, dass „die Dialoge steif und die Darsteller blass bleiben“, hierdurch wirke das „überzogene Styling kontraproduktiv zur mangelnden inszenatorischen Sorgfalt“.

## Synchronisation
| Rolle  | Darsteller     | Synchronsprecher  |
| ------ | -------------- | ----------------- |
| Jake   | Stephen Dorff  | Michael Deffert   |
| Claire | Lauren Holly   | Bettina Weiß      |
| Andy   | Paul Guilfoyle | Frank-Otto Schenk |
| Sal    | Frank Vincent  | Michael Telloke   |